# Knut Mahlke
Knut Mahlke (* 1943 in Berlin) ist ein ehemaliger deutscher Dirigent, Schauspieler und Hörspielsprecher.

## Leben und Werk
Knut Mahlke wurde als Sohn der Schauspielerin Ellen Mahlke und Rudolf Schulz 1943 in Berlin geboren. Sein Großvater ist der Musiker Hans Mahlke. Er hatte als Kind einige Filmauftritte, unter anderem als Rupert in den Filmen zur Trapp-Familie.
Er belegte ein Studium an der Hochschule für Musik und Theater München bei Rosl Schmid und Hugo Steurer (Klavier) sowie Jan Koetsier und Kurt Eichhorn (Dirigieren).
Danach folgten Engagements in München, 1965–1972 als Korrepetitor und Kapellmeister am Gärtnerplatztheater, sowie als Kapellmeister in Regensburg am Stadttheater.
August Everding holte ihn 1972 an die Staatsoper Hamburg, wo er über 100 Vorstellungen dirigierte. Es folgten drei Jahre als 1. Kapellmeister und Stellvertreter des Generalmusikdirektors (GMD) am Staatstheater Kassel.
Von 1980 bis 1986 hatte Mahlke einen Lehrauftrag an der Musikhochschule Hannover im Fach Dirigieren. Von 1979 bis 1986 war er 1. Kapellmeister und Stellvertreter des GMD am Staatstheater Hannover, mit vielen sogenannten „besonderen Opernabenden“ mit Solisten wie José Carreras (La Bohème) oder Mara Zampieri (Norma).
Von 1986 bis 1993 war er Generalmusikdirektor am Staatstheater Oldenburg.
1997 hatte Mahlke sein letztes Dirigat im Herkulessaal München. Anschließend brach er die Karriere aus Krankheitsgründen ab. Seit 2004 ist Mahlke wohnhaft bei München.

## Filmografie
- 1952: Oh, du lieber Fridolin
- 1954: Das fliegende Klassenzimmer[11]
- 1955: Ich weiß, wofür ich lebe[11]
- 1955: Der dunkle Stern
- 1956: Die Trapp-Familie
- 1956: Die Trapp-Familie in Amerika

## Hörspiele (Auswahl)
- 1955: Marcel Schwob: Der Kinderkreuzzug (Knabe) – Regie: Friedrich Carl Kobbe (Hörspielbearbeitung – BR)
- 1956: Christian Bock: Vater kauft ein Auto (Tom) – Regie: Heinz-Günter Stamm (Original-Hörspiel – BR/HR)
- 1956: Horst Wolfram Geissler: Der liebe Augustin (1. Teil) (Augustin als Bub) – Regie: Walter Knaus (Hörspielbearbeitung – SDR)
- 1956: Claude André Puget, Pierre Bost: Ein Mann namens Judas (Markus) – Regie: Wilhelm Semmelroth (Hörspielbearbeitung – WDR/BR)
- 1956: Heinz von Cramer: Die Insel aus Stein (Eine Kinderstimme) – Regie: Heinz von Cramer (Originalhörspiel – BR/HR)
- 1960: Heinz von Cramer: Der Familienausflug. Ein ungemütlicher Schwank (Mike Smith) – Regie: Heinz von Cramer (Originalhörspiel – BR/NDR)
- 1963: Friedrich Forster: Der Graue (Rolf Brabant, Gymnasiast) – Regie: Heinz-Günter Stamm (Hörspielbearbeitung – BR)

Quelle: ARD-Hörspieldatenbank

## Musikalische Gastspiele
- Berlin[12] (Symphonisches Orchester Berlin)
- München (Symphonieorchester des Bayerischen Rundfunks; ARD-Wettbewerbe)
- Hannover (Aufnahmen NDR)
- Kassel (Aufnahmen Hessischer Rundfunk)[13]
- Poznan[14]
- Bamberger Symphoniker[15]
- Hannover[16]
- Nürnberg[17]
- Lausanne[1]